# 東哈薩克斯坦州
東哈薩克斯坦州是哈薩克斯坦的一個州份，首府厄斯克門，由原東哈薩克斯坦州和塞米巴拉金斯克州合併而成。北為俄羅斯，東為中國新疆維吾爾自治區。額爾齊斯河自東南往西北流過。面積283,300平方公里。人口1,442,000（01/2005資料）。2022年6月8日，托卡耶夫总统正式批准拆分东哈萨克斯坦州并以塞梅伊为主体建立阿拜州。

## 歷史
哈萨克斯坦东部地区的领土自远古时代就开始有人居住。 据他说，在阿尔泰，斋桑盆地，塔尔巴加泰和索尔山脊上有古代矿山，灌溉系统，防御工事和定居点的痕迹。  
15世纪初，衛拉特人占领了额尔齐斯河流域的上部之后，它成为了準噶爾汗國的一部分。1758 在中国军队摧毁準噶爾汗國之后，卡尔梅克人移至伏尔加河的另一侧。 由卡尔梅克人流离失所并主要居住在萨里亚卡的哈萨克人部落返回其古代定居点。  18世纪初，沙皇俄国在当今地区的领土上建立了额尔齐斯要塞防御工事网络，将哈萨克人赶出家园，以加深对哈萨克人土地的殖民化。 逐渐地，沿着这条线建立了防御工事和哨所系统，后来建立了哥萨克-俄罗斯斯坦尼斯塔（1718年的塞米巴拉金斯克，1720年的乌斯季卡梅诺戈尔斯克，1763年的布赫塔玛）。 哥萨克-俄罗斯人的定居点出现在额尔齐斯河及其分支的右岸。 从哈萨克人手中夺走了额尔齐斯河两岸十公里的肥沃土地（“额尔齐斯·德西亚蒂夫纳亚地带”），并交给了哥萨克人-俄国人。 也就是说，哈萨克人被禁止在额尔齐斯河10公里以内定居。 哈萨克人失去了最肥沃的土地，失去了祖先定居点的名字，并被保存在地图页面上的俄国名字所取代。 流入额尔齐斯河的所有支流，沟壑和河流都用俄语命名。 村庄逐渐向南和西南移动。  1826 卡尔巴山脊脚下的科克皮蒂堡垒，1831年 在Ayagoz河的右岸附近，在现今的Ayagoz镇附近，沿着Shaueshek公路的Sergiopol堡垒出现了石碑。
伴随着哥萨克-俄罗斯的殖民统治，俄国人开始逃离沙皇统治的阿尔泰山脉偏远的针叶林谷。 他们是逃离乌拉尔和阿尔泰的工厂和矿山的Kerzhaks（老式人）以及工人和工匠。 他们定居在布赫塔玛河及其支流的上游，以及纳林河和卡尔日尔河。 当时，Katon-Karagay，Belaya，Chernovaya等 村庄出现了。 在1860年代，来自俄罗斯内陆省（称为“极地”）的农民定居在阿尔泰西北部的奥巴河和乌尔巴河谷。 在18世纪末，采矿业出现在阿尔泰矿石中。 这里是一个接一个的里德（1784），齐尔雅诺夫（1794），别洛乌索夫（1797），索科尼（1822）等。 推出有色金属矿山。  1844年，Zyryanovsk矿成为阿尔泰矿石厂的原料基地。 在俄罗斯，由于取消了占领权，廉价劳动力流失了，技术也因此流失。 需要重组的阿尔泰采矿业开始急剧下降。 白银价格下跌加剧了当时的价格，当时白银价格是阿尔泰矿业的主要产品。 随着阿尔泰（Altai）矿区几乎所有工厂的关闭，一些多金属矿山分别位于澳大利亚，英国，法国等。 外资优惠。
从19世纪末开始，塞米巴拉金斯克的加工业开始发展。 它的主要产业是面粉加工和羊毛洗涤。 收获的谷物和小麦粉通过轮船被运送通过额尔齐斯河至约600公里外的西伯利亚铁路。 第一次加工后，从哈萨克斯坦整个东部地区和部分新疆地区（中国）收集到的羊毛在塞米巴拉金斯克洗过，然后送到俄罗斯的欧洲纺织厂。 除了这两个行业以外，该地区不同地区的大型居民区还进行伏特加和啤酒酿造，以及制革，缝纫，油脂和肥皂的生产。 在Zaisan，Markakol，Alakol湖泊和Irtysh河地区，有捕鱼，Ridder和Altai木工和锻造。 在19世纪下半叶，额尔齐斯河上航运的重要性日益提高。 船从塞米巴拉金斯克升至鄂木斯克，再经Zaisan湖和Black Irtysh。
在苏维埃统治的头几年，东哈萨克斯坦地区没有显着发展。 仅在20世纪30年代，由于农业的组织和对该国工业化的运动，阿尔泰矿山成为哈萨克斯坦最大的有色冶金和采矿中心。 各种各样的定居点出现在阿尔泰的哈萨克地区。 该地区经济的进一步发展受到了土耳其斯坦－西伯利亚铁路，洛科特－里德铁路和乌斯特－卡缅诺戈尔斯克－齐拉扬诺夫斯克铁路的建设的影响，这增加了额尔齐斯河的运输价值，并建设了从张兹斯托贝站开始的改善的绕行公路“东环线”。
第二次世界大战后的几年中，区域经济迅速发展。 布赫塔马，乌斯季卡梅诺哥尔斯克和舒尔宾斯克发电站都建在额尔齐斯河上。 阿尔泰山沿岸的新的有色金属矿山和冶金企业，苏联在塞米巴拉金斯克的第二大肉类加工厂以及钛铁镁厂和人造丝厂等许多其他行业都出现在乌斯季卡缅诺戈尔斯克。 在具有共和意义的阿拉木图-塞米巴拉金斯克，并在该地区建立了许多具有区域意义的公路，将工业企业与火车站连接起来，将农村居民点与大城市和地区中心相连。

## 外部連結
- 官方網站 （页面存档备份，存于）